# Ты меня бесишь
«Ты меня́ бе́сишь» — песня российского певца Ивана Рейса и российской певицы Мари Краймбрери, выпущенная 12 августа 2022 года в качестве сингла на лейбле Banana Music. По сюжету влюблённые обмениваются упрёками и признаются, что вызывают друг у друга сплошные негативные эмоции, не могут друг друга забыть, но и снова сойтись не позволяет гордость. Им теперь остаётся только беситься из-за разбитых отношений и делать вид, что любовь прошла.

## Отзывы критиков
| Оценки критиков       | Оценки критиков       |
| Источник              | Оценка                |
| Русскоязычные издания | Русскоязычные издания |
| --------------------- | --------------------- |
| InterMedia            | 7/10                  |

Алексей Мажаев — рецензент информационного агентства InterMedia, критикуя песню в своей рецензии от 27 августа 2022 года написал, что «„Ты меня бесишь“, записанная с Иваном Рейсом, оказалась довольно вялым дуэтом — от песни с таким названием всё же ждёшь большей экспрессии». Работа была оценена на 7 из 10.

## Список композиций
| №  | Название         | Автор(ы)                   | Длительность |
| -- | ---------------- | -------------------------- | ------------ |
| 1. | «Ты меня бесишь» | Иван Костюк и Марина Жадан | 2:50         |

## Чарты
| Чарт (2022)          | Высшая позиция |
| -------------------- | -------------- |
| Мир (BandLink Daily) | 1              |

| Чарт (2022)           | Высшая позиция |
| --------------------- | -------------- |
| Мир (BandLink Weekly) | 3              |

### Ежемесячные чарты
| Чарт (2022)            | Высшая позиция |
| ---------------------- | -------------- |
| Мир (BandLink Monthly) | 19             |

## История релиза
| Регион | Дата            | Формат                       | Версия           | Лейбл        |
| ------ | --------------- | ---------------------------- | ---------------- | ------------ |
| Мир    | 12 августа 2022 | Цифровая загрузка и стриминг | «Ты меня бесишь» | Banana Music |
| Мир    | 19 августа 2022 | Радиоротация                 | «Ты меня бесишь» | Banana Music |